# Herons dampkugle
Herons dampkugle er verdens første dampmaskine og blev opfundet af Heron i Alexandria, Aegyptus, i Romerriget. Kuglen af fastgjort med to rør til en beholder med kogende vand. Vanddampen stiger ind i kuglen, og slipper ud gennem to bøjede rør, der peger i hver sin retning. Derved drejer kuglen rundt som en dampturbine.